# Lalo Gomes
Eulalio Gomes Batista (Punta Porá, 25 de enero de 1956-Pedro Juan Caballero, 19 de agosto de 2024) fue un político y empresario paraguayo que ejerció como diputado nacional por el Partido Colorado desde 2023 hasta su muerte en 2024, tras un allanamiento policial a su domicilio.

## Primeros años

### Familia
Eulalio Gomes Batista nació el 25 de enero de 1956 en Punta Porá, Mato Grosso del Sur, hijo del ganadero y militar brasileño Alfredo Gomes Velasques y Concepción Batista. El mayor de diez hermanos, familiares alegan que Gomes trabajó vendiendo helados desde los siete años debido a la situación económica de su familia.

### Educación
Gomes se graduó como licenciado en Ciencias Contables.

### Matrimonio e hijos
En 1986, Gomes contrajo matrimonio con Joana Izabel Rodrigues, con quien tuvo cuatro hijos: Alexandre, Larissa, Danilo y Marcelo.

### Patrimonio
La declaración jurada de Gomes llamó la atención de los medios por el valor de sus activos, que ascienden a Gs. 979 214 millones, o US$ 129,2 millones. Tenía 14 inmuebles, en su mayoría en Pedro Juan Caballero e Yby Yaú, así como siete vehículos y una aeronave. Además, tenía acciones en las empresas Salto Diamante y Paraguay Autopartes y Accesorios, mencionadas en la investigación fiscal.

## Trayectoria laboral
Antes de dedicarse a la política llegó a desempeñarse como gerente de Banco Paraná en Brasil y del Banco Amambay (actualmente Banco Basa), perteneciente a la familia de Horacio Cartes, de acuerdo a su hermana.
El primer espacio político donde se destacó fue en la Regional en el Departamento de Amambay de la Asociación Rural del Paraguay (ARP), de la cual ejerció su presidencia durante varios años. Su abuelo y su padre también se dedicaban a la ganadería.
Como precandidato a diputado, militó dentro del movimiento interno del Partido Colorado, Fuerza Republicana, cuando inicialmente tenía como candidato presidencial al vicepresidente Hugo Velázquez, y cuando el vicepresidente declinó, siguió apoyando a su reemplazo, Arnoldo Wiens. Luego de confirmarse su candidatura en las internas del Partido Colorado, pasó al movimiento Honor Colorado. En su perfiles de redes sociales aparecía en repetidas ocasiones con el candidato presidencial del movimiento (y eventual presidente electo) Santiago Peña durante la campaña electoral y, al mismo tiempo, ostentaba de reiterados encuentros con Cartes, quien para entonces era ex-presidente de Paraguay y presidente del Partido Colorado; una de las últimas apariciones públicas de Gomes fue en el domicilio de Cartes luego de que Tabacalera del Este S. A. (Tabesa) fuera sancionada por Estados Unidos por apoyar económicamente a Cartes, a quien Estados Unidos designó como «significativamente corrupto».

## Diputado nacional (2023-2024)
En las elecciones generales de 2023, fue electo diputado en el orden 72 de 80 bancas disponibles. En las mismas elecciones, su hermana Olga resultó electa como concejala departamental y los colorados recuperaron el poder en Amambay con Juan Silvino Acosta como gobernador, quien era cercano a Gomes, pero dijo desconocer las actividades ilícitas que se le atribuían.
Al igual que otros legisladores que se dedican a la ganadería, defendió los intereses del sector pecuario, como la creación de una Universidad Rural del Paraguay en la Asociación Rural del Paraguay y la prohibición de producción de carne cultivada en laboratorio, entre otros. Fue vicepresidente de la Comisión de Agricultura y Ganadería.

### Vinculación con Jarvis Chimenes Pavão
Gomes y su hijo, Alexandre Rodrigues Gomes, fueron sujetos a una imputación de 54 páginas, la cual se desprendió del operativo Pavo Real, que tenía por objetivo la organización criminal liderada por Jarvis Chimenes Pavão, un colaborador del Primeiro Comando da Capital. Según la investigación, padre e hijo habrían utilizado «su injerencia y trayectoria» en el sector de la ganadería y afines para mover dentro del sistema financiero fondos provenientes del narcotráfico y otras actividades ilícitas. Más específicamente, la investigación afirmó que Gomes brindó auxilio económico al grupo de Pavão cuando su estructura se debilitó por los procesos que enfrentaban varios de sus integrantes, y que en ese sentido, el diputado y su hijo compraron en 2020 la Estancia Negla Poty, propiedad de Pavão, ubicada en Bella Vista Norte, en el Departamento de Amambay.

## Fallecimiento
Gomes falleció en la madrugada del 19 de agosto de 2024, tras haber sido abatido a balazos en la habitación de su domicilio por agentes de la Policía Nacional, en cumplimiento de una orden de allanamiento que se firmó alrededor de las 03:00 a. m., minutos después de que saliera una imputación en su contra por lavado de dinero vinculado al narcotráfico. Su muerte recibió cobertura internacional. El procedimiento fue cuestionado debido a que, como diputado, al momento de su muerte contaba con fueros parlamentarios, por lo cual solo podía ser detenido luego de un trámite parlamentario en el cual debían retirarle los fueros. La Fiscalía de Paraguay argumentó que, en realidad, buscaban en la vivienda de Gomes a su hijo, Alexandre Rodrigues Gomes, imputado por el mismo caso y quien no cuenta con los beneficios de inmunidad, pero en el procedimiento los intervinientes fueron recibidos con disparos por Gomes, lo que les obligó a devolver el fuego.